# Lincoln Park (Washington, D.C.)
Pour les articles homonymes, voir Lincoln Park.

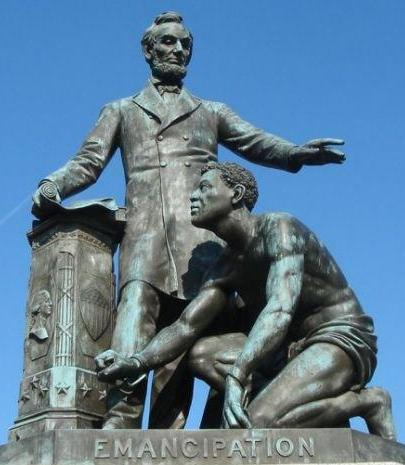
Emancipation Memorial dédié à la proclamation d'émancipation de Lincoln

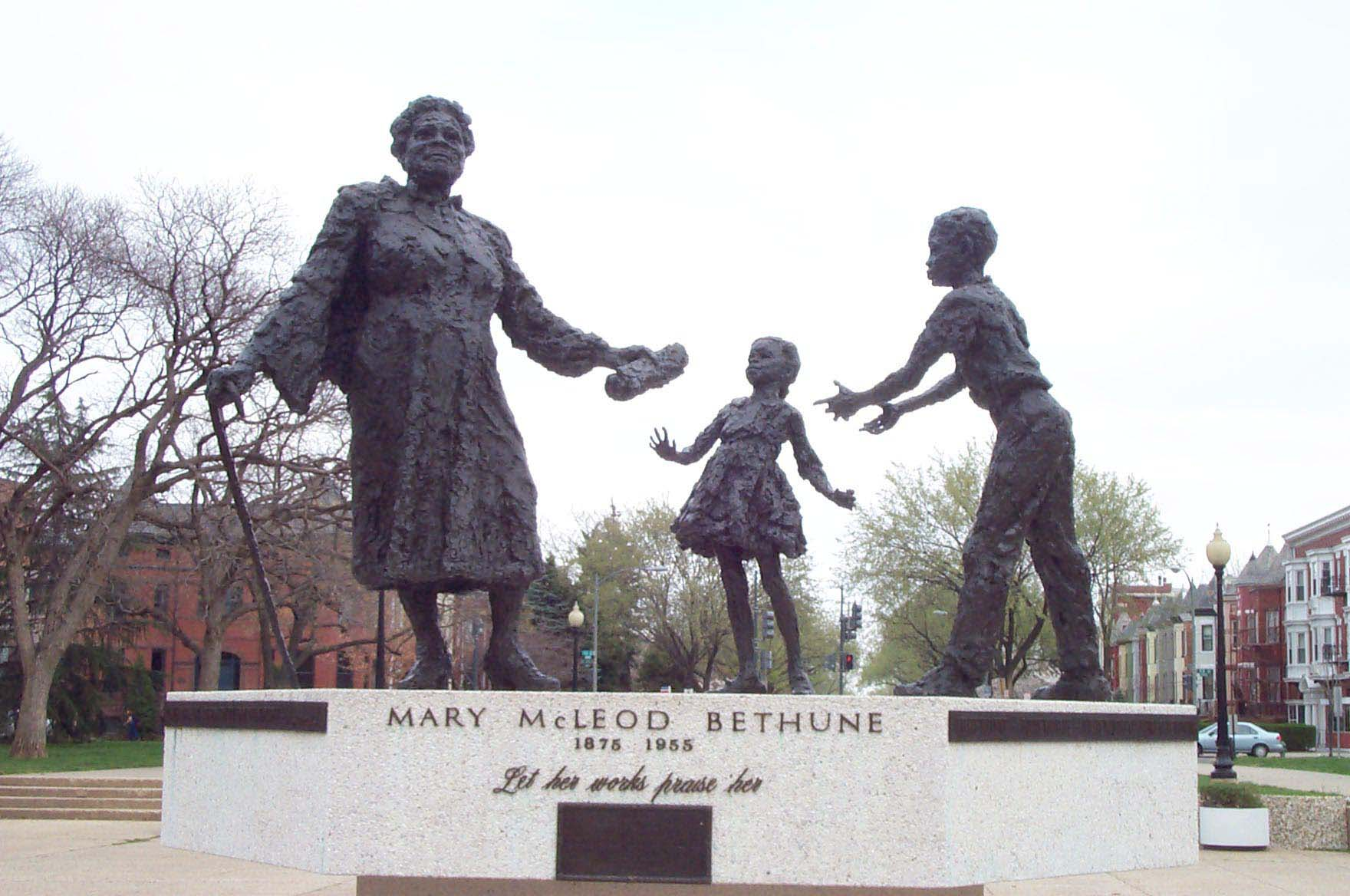
Une statue de l'éducatrice et militante afro-américaine Mary McLeod Bethune.

Le Lincoln Park est un parc urbain situé près de la colline du Capitole à Washington, D.C.. Il fut planifié par Pierre Charles L'Enfant pour être le point à partir toutes les distances d'Amérique du Nord devaient être mesurées. Situé à 1,5 km directement à l'est du Capitole des États-Unis. Il est aussi connu sous le nom de Lincoln Square.  
Le parc abrite deux importantes sculptures : le mémorial Émancipation, le premier des différents mémorials à Washington honorant Abraham Lincoln et le mémorial Mary McLeod Bethune à la mémoire de l'éducatrice et activiste Mary McLeod Bethune.